# Mulga (Alabama)
Pour les articles homonymes, voir Mulga.
Mulga est une municipalité américaine située dans le comté de Jefferson en Alabama. Elle fait partie de l'agglomération de Birmingham.
Selon le recensement de 2010, sa population est de 836 habitants. La municipalité s'étend sur 0,61 milles carrés (1,58 km2).

## Démographie
| 1950 | 1960 | 1970 | 1980 | 1990 | 2000 |
| ---- | ---- | ---- | ---- | ---- | ---- |
| 532  | 482  | 582  | 405  | 261  | 973  |

| 2010 | - | - | - | - | - |
| ---- | - | - | - | - | - |
| 836  | - | - | - | - | - |